# キメセク
キメセク、あるいは薬物セックスとは、性的快感を増幅させる媚薬や違法薬物（覚醒剤や危険ドラッグなど）を使用しながら行う性行為（セックス）のことであり、媚薬や薬物を摂取・使用したあとの酩酊状態、いわゆる「キマっている」状態で行うことを指す。そのうち、不特定多数の者たちが薬物を使用してセックスを行う乱交行為は、薬物乱交や麻薬乱交などとも称される。

## 男性間性交渉と薬物の使用

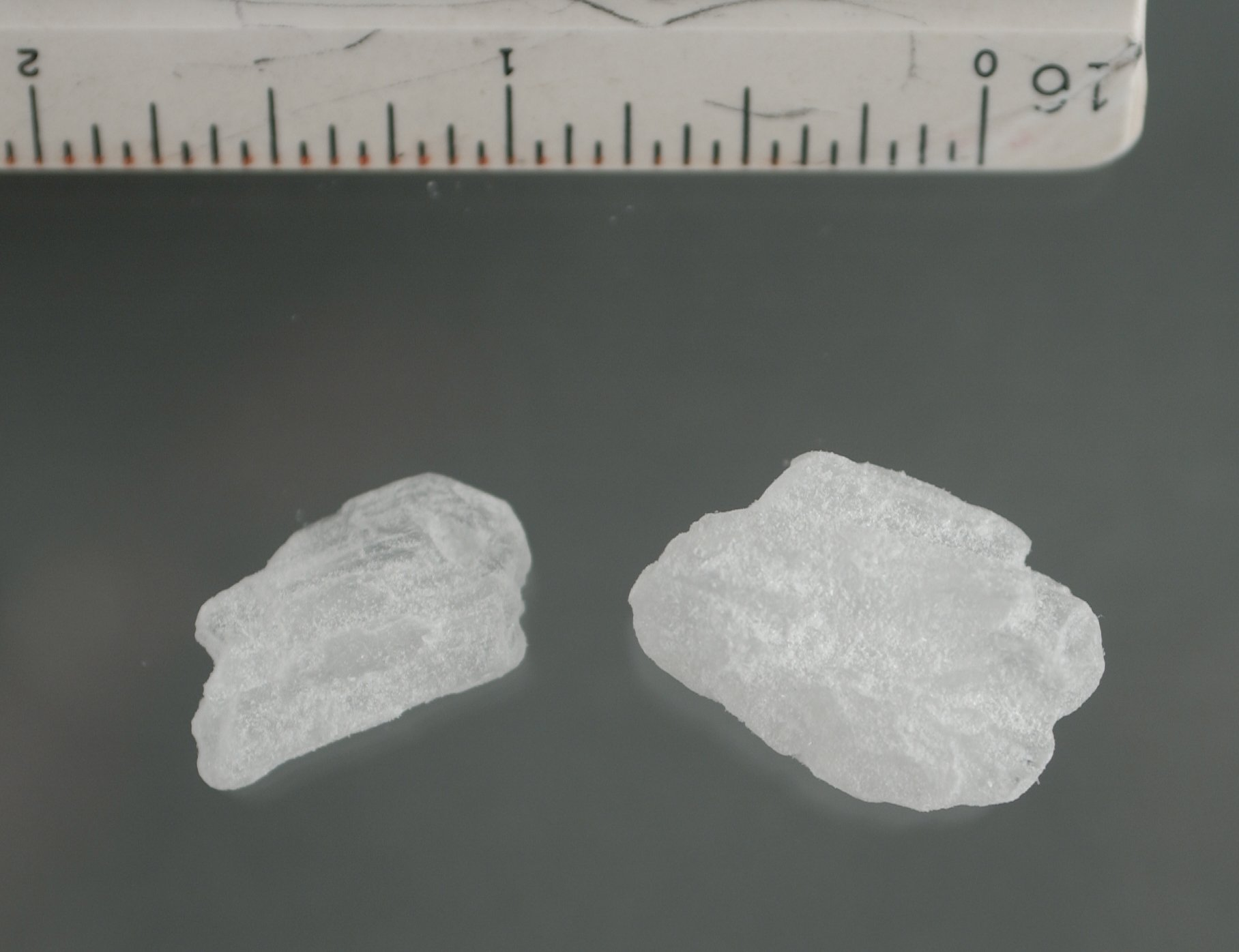
覚せい剤は薬物セックスで広く使われている薬物の1つである。

近年、薬物は多数のゲイ（男性の同性愛者）の健康や安全を脅かし、ゲイ・コミュニティ全体を揺るがす大きな社会問題と見なされている。 
このような行為にはメタンフェタミン（覚せい剤）、メフェドロン、GHB、GBLおよび亜硝酸エステル（ラッシュとして知られている）などの薬物が広く使用されている。また、経口服用あるいは吸引ではなく、薬物を静脈に注射した後にセックスを行うこともあり、英語ではスラムセックス (slamsex) と呼ばれる。 
研究によると、薬物乱交パーティーに参加する人は、多数の相手と安全でないアナルセックスを行うことにより、HIV/AIDSを含む様々な性感染症にかかる可能性が非常に高い。したがって、このようなパーティーはよく「公衆衛生上の要注意事項」と見なされる。 

### 呼称
薬物乱交は一部の参加者によって「party and play」 (PnP、PNP) と呼ばれ、他には「high 'n' horny」 (HnH) という呼び方もある。学術研究では薬物セックスのことを「性的な薬物使用」 (sexualized drug use)、または略称のSDUと呼ぶことがある。 
PnPという用語は、北米のゲイおよび男性間性交渉者 (MSM) の間で一般的に使用される。一方、chemsexという言葉はヨーロッパの国々で広く使われる。

### 薬物

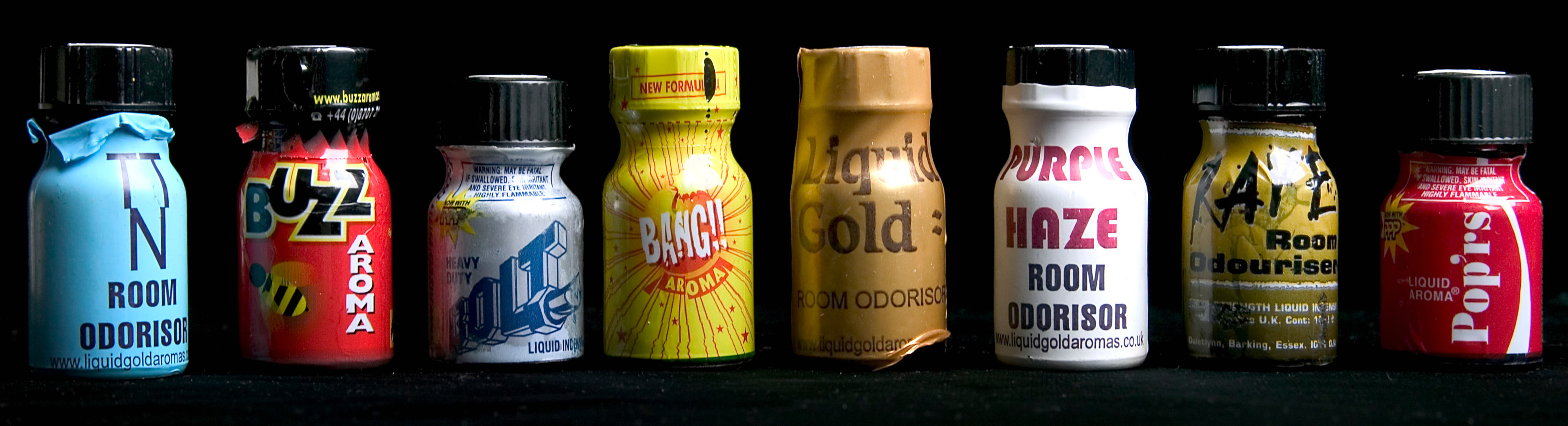
ラッシュの小瓶

2014年にイギリス・ロンドンの薬物セックスの状況に関する調査によると、メフェドロン、GHB、GBL、クリスタルメス、ケタミン、コカインなどが含まれることが分かった。また、2016年にスペイン・バルセロナのサウナ利用者に関する研究では、薬物セックスで最も一般的に使用されるのはGHB、GBL、コカイン、エクスタシー、MDMA、ラッシュ、バイアグラであることが分かった。  
メタンフェタミンは強力な性欲、多幸感、持久力および緊張感をもたらすため 、古くから媚薬として使われている。したがって、「PnPとして知られるドラッグカルチャーの全体はメタンフェタミンに基づく」という見方もあり、出会い系サイトで「chems」や「PNP」などをプロフィールに掲載するだけでメタンフェタミンの愛用者だと分かるほどである。メタンフェタミンおよび類似の覚醒剤は眠気を飛ばし、性的興奮を高め、射精を抑制する効果があるため、セックスを何時間も持続させることができる。適切な用量を超えるメタンフェタミンを摂取した場合、中毒症状は最大8時間も続く。一部のケースでは、メタンフェタミンを繰り返して使用したことにより、セックスを数日間に続けたこともある。しかし、その後の離脱症状は非常に重篤な過眠症である。また、メタンフェタミンなどは陰茎の勃起を抑制する傾向があるので、多くの薬物セックスの参加者はシルデナフィル、バルデナフィルおよびタダラフィルなどの勃起不全薬も多用する。 
ケタミンは、知覚を歪め、分離の感覚を作り出す解離性幻覚剤であるため、アナルセックスまたはフィストファックの被挿入側の体の具合を改善するために使用される。 
ちなみに、薬物セックスで使われる薬物のほとんどは脱法ドラッグであるため、組織者あるいは参加者は警察による取り締まりを避け、インターネット上で隠語を使って特定の薬物を表現する。例えば、大小文字が混在する「LookinG to ParTy」が掲出される場合、このパーティーには「G」（GHBまたはGBL）と「T」（メタンフェタミン）があると参加者が分かる。

### リスク
一部の薬物セックスの参加者にとって、薬物の使用は行為中に認知を混乱させ、HIV/AIDSに対する恐怖やセーファーセックスへの自制心から当事者を解放させる可能性があると見られる。例えば、メタンフェタミンを使用する人がセックスをする時に、コンドーム無しの要求に応じる確率は使用しない人の2〜3倍である。つまり、覚醒剤の影響を受けた時に当事者が取った行動は彼ら自身も抑制できない、いわゆる「脱抑制」という状態である。薬物の影響による自制心の喪失により、薬物セックスの常習者は出会ったばかりの相手による強盗、デートレイプ、暴力、殺人などのような身の安全への脅威に対しても脆弱である。また、乱交パーティーの時の性的同意は明確に定義されておらず、その集まりにいる全員は参加に同意すると見なされる可能性があることも指摘される。 
長期間にわたる薬物セックスは神経系に損傷をもたらす可能性があるほか、コンドーム無しのセックスへの抵抗を薄めてHIV感染のリスクおよびHIV治療薬の薬剤耐性を増大させる。また、メタンフェタミンなどは自律神経の反射を抑制するため、口内に痛みや擦り傷があっても痛覚がないため、皮膚や粘膜に破損がある場合はオーラルセックスなど、通常の場合にHIVに感染する可能性が低い行為でも感染しうる。 
メタンフェタミンまたはメフェドロンの結晶を一回に使用すると、理性またはHIVに対する警戒心がなくなり、危険度の高いコンドーム無しセックス、グループセックス、フィストファックのようなセックスは2日から3日も続く可能性がある。また、薬物の注射をする人は注射に関する正しい知識を持たない可能性が高く、注射による問題が発生するリスクも高くなる。さらに、ナイトクラブなどに比べるとほとんどの乱交パーティーは非公開の場で行われるため、公衆衛生機関のスタッフは参加者に接触してセーファーセックスに関する知識を知らせるのも難しい。

### 統計
2006年のイギリスの調査によると、セクシャルヘルスクリニックに通う700人のゲイのうち、HIV陽性者の13%、陰性者の8%はメタンフェタミンを使ったことがあり、常習者が1%以下である。コカイン、MDMA、ケタミンなどの娯楽薬物を使った人よりも少ない。一方、ロンドン中心部のスポーツジムに通う500人のゲイのうち、約20％はメタンフェタミンを少なくとも1回試みたことがあり、これらの人は他の薬物も併用する可能性が高いと見られる。 

### 歴史と文化的側面

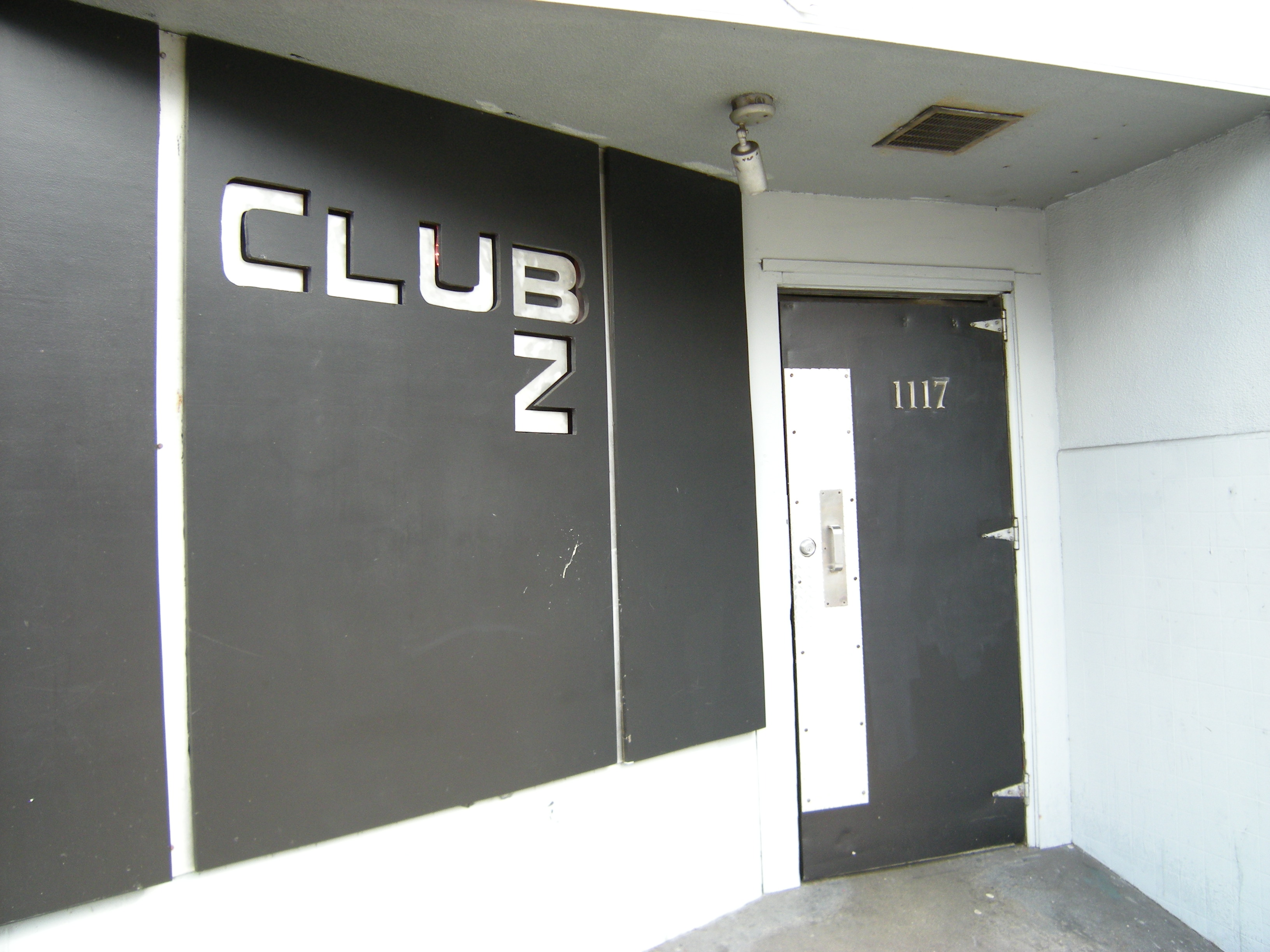
薬物セックスのパーティーはサウナや浴場で開催されることもある。写真はシアトルのクラブZ浴場である。

ディスコ時代およびその以前から、向精神薬の使用をテーマとするドラッグ・カルチャーは、都市部のゲイ・コミュニティ内に長く存在しており、ダンス、社交、お祝いなどの場で使用された。1990年代以降、出会い系サイトとアプリの登場により、セックスの相手を探すことが手軽になり、家で乱交パーティーを催すことも可能となってきた。さらに、2000年代初頭から、バー、クラブ、ダンスホールなどのゲイの出会いの場所は激減した。その原因は様々で、ジェントリフィケーション、ゾーニング法、経営ライセンスの制限、クローゼットのゲイあるいは性的指向が不安定な男性の増加、性的および社会的な欲求に対応するデジタル技術の向上などが挙げられる。こういった環境のうち、乱交パーティーは夜の社交の場として登場したと見られる。 
乱交パーティーは確かにセックスを中心に組織されるものであるが、他のゲイに会ったり、親しくなったり、エロいプレイや実験に参加したりする機会など、参加者にさまざまな社会的な目的を果たせる側面もある。一部のケースにおいて、パーティーは参加者によって評価されるため、ルーズだが信頼性のあるソーシャルネットワークの形成にも関与する。一方、セックスの相手を見つけるために出会い系サイト・アプリの利用を増やすと、孤独感だけが増大し、薬物に接触すると薬物依存のリスクが生じる、もしくは悪化する可能性があり、特にゲイ同士の交流やゲイ・コミュニティの活動にほとんど参加しない人はその傾向が顕著である。 
2014年のある研究によると、セックスの前後に薬物を服用する主な理由は、社会からの内発的な同性愛嫌悪の感情、HIVの感染・検出に対する懸念、または同性同士とのセックスに対する罪悪感を和らげ、性的な自信を高めることである。研究の被調査者にとって、自信につながる重要なポイントは「体のイメージ」である。SNSや出会い系アプリでは引き締まった筋肉質の体が理想的な男性像とされるため、これらのアプリをよく利用するゲイの人は多かれ少なかれ自分の外見に対してコンプレックスや不安を抱いている。また、多くの男性は自分の性的パフォーマンスにも不安を抱いているため、薬物を服用することによりこれらのコンプレックスや不安が一時的になくなり、セックスをより楽しむことができる。

### 批判
信頼できるデータも関連する先行研究も少ないので、報道・研究しようとしても負のイメージばかりをもたらし、モラル・パニックに陥りやすい。ガーディアンはある記事で、この現象に関する誇張的な報告は大衆に歪んだ印象を与える可能性があり、社会的不安だけを高めるという主張があった。

## 女性間性交渉と薬物の使用
レズビアンあるいはバイセクシュアルの女性は異性愛者の女性に比べて12倍ほど薬物を使用した経験がある可能性が高く、さらにバイセクシュアルの女性はレズビアンの女性の2倍ほど薬物使用経験がある可能性が高いという調査があり、関連する健康問題が懸念されている。